# Дешам, Юбер
Юбер Дешам (итал. Louis Hubert Marie Dechamps; 13 сентября 1923, Париж — 29 декабря 1998, Париж) — французский актер

## Биография
Родился в семье буржуа в Париже. Отец Поль Дешам был куратором музея. Начиная с 1943 года изучал изобразительное искусство. Актерскую карьеру начал сразу после войны, работал в театре в жанре пародии. В дальнейшем его карьера распределяется между театром и кино, в кино, в основном, ему достаются роли второго плана. Первую кинороль сыграл в 1950 году Quai de Grenelle (Министерство труда).
Умер от сердечного приступа. Был похоронен на кладбище Chêne-Arnoult (Yonne).